# Светлогорск-на-Березине
Светлого́рск на Березине́ (бел. Светлаго́рск-на-Бярэзіне) — железнодорожная станция построенная в 1915 году в деревне Шатилки на берегу р. Березина. Сегодня находится в городе Светлогорске. С перрона этой станции уехал первый электоропоезд в Гомельской области, первым пассажиром которого был Александр Григорьевич Лукашенко.

## Дальнее следование по станции
| № поезда | Маршрут движения          | № поезда | Маршрут движения          |
| -------- | ------------------------- | -------- | ------------------------- |
| 062      | Кишинёв — Санкт-Петербург | 061      | Санкт-Петербург — Кишинёв |
| 602      | Гомель — Полоцк           | 631      | Гомель - Гродно           |
| 606      | Брест — Витебск           | 605      | Витебск — Брест           |
| 621      | Гомель — Минск            | 622      | Минск — Гомель            |
| 639      | Калинковичи — Барановичи  | 640      | Барановичи — Калинковичи  |
| 669      | Гомель — Минск            | 670      | Минск — Гомель            |

## Пригородное сообщение
Пригородные дизель-поезда
- Калинковичи — Жлобин
- Светлогорск — Гомель

## Вокзал и городской транспорт
Вокзал является конечной остановкой для автобусов маршрутов № 1, 8, 10 и промежуточной остановкой для автобусов маршрутов № 1А, 2, 4, 4А, 8А, 11, 12, 13, 16.